# トーマス・ヘーレン

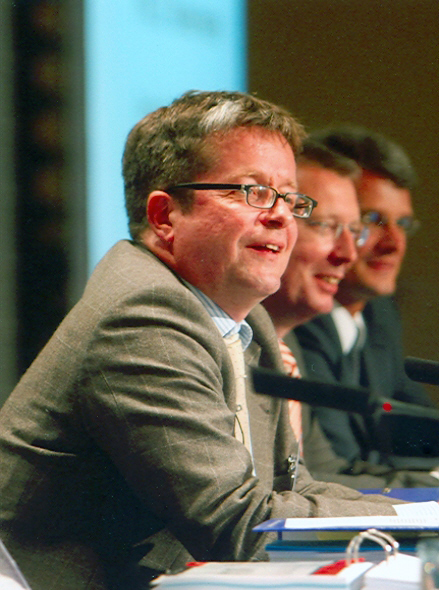

トーマス・ヘーレン（Thomas Hoeren、1961年8月22日 - ）は、ドイツ・ディーンスラーケン出身の法律家であり、専門は情報法及びメディア法である。

## 経歴
トーマス・ヘーレンは、1980年から1987年までミュンスター（ヴェストファーレン）、テュービンゲンそしてロンドンにて神学及び法学を学んだ。1986年学位取得（神学 Lizenziat）。1987年司法試験第一次試験合格。1989年法学博士（ミュンスター大学、学位論文「物品購入としてのソフトウェアの使用許諾（Softwareüberlassung als Sachkauf）」）。1991年司法試験第二次試験合格。教授資格論文は「銀行法及び保険法における自主規制（Selbstregulierung im Banken- und Versicherungsrecht）」（1994年）である。
ヘーレンは、1995年から1997年までデュッセルドルフにあるハインリヒ・ハイネ大学法学部教授を経て、1997年４月からミュンスター大学法学部教授である。ヘーレンは、情報法、遠距離通信法及びメディア法研究所（Instituts für Informations-, Telekommunikations- und Medienrecht、以下「ITM」という。）の民事法の部署を担当している。彼は民事法（実体法及び訴訟法）、ビジネス法、法情報学の指導権限を有している。さらに、ミュンスター大学にあるEuropean Research Center for Information Systemsに研究者として勤めている。
ヘーレンは、1994年から2004年まで欧州委員会（Europäische Kommision/DG XIII）の情報技術法律顧問委員会（Legal Advisory Board on Information Technology）の法律顧問、そして欧州委員会の知的財産タスクフォースグループ（Task Force Group on Intellectual Property）の委員、1996年から2011年までデュッセルドルフ上級地方裁判所裁判官、2012年から2014年までミュンスター大学法学部学部長を務めた。
ヘーレンは、現在ドイツネットワーク情報センター協同組合（Deutsches Network Information Center, DENIC eG）の学術顧問会（Wissenschaftlicher Beirat）、及びザンクトガレン大学情報法研究センターの構成員である。2000年から世界知的所有権機関に、ドメインネームのパネリストとして参加している。2004年から、オックスフォード大学ベリオールカレッジインターネット研究所（Oxford Internet Institute/Balliol College）の構成員（リサーチフェロー）、ドイツユネスコ委員会の通信及び情報専門委員会（Fachausschuss Kommunikation und Information）の委員、大学教員協議会(Hochschulrektorenkonferenz)の作業部会「新しいメディア」(Arbeitsgruppe „Neue Medien“)の構成員、ドイツ産業権保護及び著作権協会（Die Deutsche Vereinigung für gewerblichen Rechtsschutz und Urheberrecht, GRUR)の著作権法及び出版法委員会の委員である。
ヘーレンはカメラマンとしても活動している。2018年８月、アイスランドのレイキャビク、ドイツのベルリン、日本の糸島のキッチュなもの記録した写真集『Kitsch』（青文舎）を刊行した。
ヘーレンは既婚で２人の子がいる。彼はシュタインフルト（Steinfurt）で暮らしている。

## 日本での滞在及び研究
1995年から独日法律家協会会員。2001年には新潟大学客員教授、2003年、2005年、2009年、及び2016年には九州大学客員教授を務めた。1999年及び2003年に東京にて開催されたSOFTICの会議にパネリストとして参加した。
2016年９月、福岡県糸島市にカメラマンとして滞在した。

## 表彰
- 2006年 技術通信賞受賞
- 2018年 Daidalos銀貨拝受（Studienstiftung des deutschen Volkes）[4]

## 雑誌
- 1997年まで、『Computer und Recht』、『Zeitschrift Information and Communications Technology Law』及び『EDI Law Review』の共同編集者
- 1998年から『Multimedia und Recht (MMR)』の共同編集者
- 2005年５月からスイスの法律家オンライン雑誌『Jusletter』の『Informatik und Recht』の編集者
- 2007年から『Computer und Recht』の顧問会の構成員
- 専門教育雑誌『Ad legendum』の編集顧問